# Ahmed Abdel Monem
Ahmed Abdel Monem (arabe : أحمد عبدالمنعم كشري), né le 8 janvier 1973 au Caire, est un ancien footballeur égyptien, reconverti comme entraîneur. Il évoluait au poste d'attaquant.

## Biographie
Il est international égyptien à quatre reprises (1995-1997) pour un but. Il participe à la CAN 1996, en étant remplaçant à deux occasions (Afrique du Sud et Zambie). Son équipe est éliminée en quart-de-finale. Son seul but en équipe nationale intervient contre la Corée du Sud. 
Il a ensuite une brève carrière d'entraîneur, en dirigeant la sélection djiboutienne de 2008 à 2010.

## Palmarès
Al Ahly
- Champion d'Égypte en 1995, 1996, 1997, 1998 et 1999
- Vainqueur de la Coupe d'Égypte en 1996